# Sigurd Åstrand
Rolf Sigurd Åstrand, född 14 oktober 1894 i Uppsala, död 25 april 1992 i Saltsjöbaden, var en disputerad pedagog verksam vid olika skolor i Stockholm.
Kring 1920 undervisade han i bland annat fysik vid Sofi Almquists samskola. Åren 1932–1944 undervisade han fysik på Norra Real. Han har också skrivit jubileumsboken "Norra Real 100 år" (1976). Under 1950- och 1960-talen var han rektor för Nya Elementar. Åstrand är begravd på Norra begravningsplatsen utanför Stockholm.